# Cisztatin C
A cisztatin C vagy cisztatin 3 (korábban gamma-nyom, poszt-gamma-globulin vagy neuroendokrin bázikus polipeptid) a CST3 gén által kódolt fehérje, a vesefunkció biomarkere. Újonnan megjelent vagy romló cardiovascularis betegségek előrejelzésére is használják. Feltehetően szerepe lehet az amiloiddal kapcsolatos agyi rendellenességekben. A sejtmaggal rendelkező sejtek a cisztatin C-t 120 aminosavból álló fehérjeként kódolják. Gyakorlatilag minden szövetben és testnedvben megtalálható. Erősen gátolja a lizoszóma-proteinázokat, és az egyik legfontosabb ciszteinproteáz-gátló. A 2-es típusú cisztatinok géncsaládjába tartozik.

## Klinikai szerep

### Vesefunkció
A glomeruláris filtrációs sebességet (GFR), a vese egészségének markerét inulinnal, 51Cr-etiléndiamin-tetraacetáttal, 125I-iotalamáttal, 99mTc-DTPA-val vagy kontrasztanyagokkal, például johexollal mérhetők, de ezek bonyolultak, időigényesek, és mellékhatásaik lehetnek. A kreatinin a leggyakrabban használt vesefunkció-biomarker. Enyhe vesekárosodás kimutatásában pontatlan, szintje az izomtömegtől függ, a fehérjebeviteltől nem. A karbamidszint függ a fehérjebeviteltől. Bizonyos képletek, például a Cockcroft-, a Gault- és a MDRD-képlet ezeket figyelembe veszi.
A cisztatin C molekulatömege körülbelül 13,3 kDa, és a glomerularis filtratio során kerül ki a véráramból. Ha a vesefunkció és a glomerularis filtratio csökken, a vér-cisztatin C-szint nő. Adott időponton alapuló keresztmetszet-tanulmányok szerint a szérum cisztatin C-szintje pontosabban mutatja meg a vesefunkciókat a glomerularis filtratiós sebesség, GFR alapján a kreatininszintnél. Kevés a cisztatin C-t időben követő eredmény, de egyesek szintén nagyobb pontosságot mutatnak. Bár a tanulmányok kissé eltérnek, a legtöbb tanulmány szerint a cisztatin C kevésbé függ kortól, nemtől, etnikai csoporttól, étrendtől és izomtömegtől a kreatininnál, és a többi biomarkerhez képest legalább ugyanolyan pontos számos különböző betegcsoportban, például cukorbetegekben, krónikus veseelégtelenségben és veseátültetés után. Shlipak et al. szerint a cisztatin C előrejelezheti a CKD kockázatát a preklinikai vesediszfunkciót jelezve. Ezenkívül a korfüggő cisztatin C-emelkedés a koralapú káros hatásokat, például a mortalitást, a cardiovascularis betegségeket, a multimorbiditást és a csökkenő fizikai és kognitív funkciót előrejelezheti. Az egyesült királyságbeli National Institute for Health and Care Excellence (NICE) útmutatója szerint a cisztatin C GFR-becslésre pontosabb, mint a kreatininé, és csökkentheti a túldiagnózist határeset esetén, csökkentve a felesleges beutalókat, a betegek aggodalmait és a CKD terheit a népességre nézve.
Vizsgálták a cisztatin C-t a vesefunkció markereként gyógyszeradag-változtatás esetén.
A cisztatin C-szint rák, pajzsmirigy-diszfunkció és glükokortikoid terápia esetén egyes, de nem mindegyik esetén változhat. További tanulmányok szerint a dohányzás és a C-reaktív protein is befolyásolja a cisztatin C-szintet. Azonban a gyulladás nem növeli a cisztatin C-termelést – az erős gyulladást termelő tervezett műtétek nem növelik a plazma cisztatin C-koncentrációját. Szintjei megnövekedhetnek HIV-fertőzés esetén, ami utalhat tényleges vesediszfunkcióra. A cisztatin C GFR-mérési szerepe terhesség alatt vitatott. A kreatininhoz hasonlóan csökkenő GFR esetén növekszik a cisztatin C vesén kívüli eltávolítása.

### Halál és cardiovascularis betegségek
A vesediszfunkció növeli a halál és a cardiovascularis betegségek kockázatát.
Több tanulmány szerint jobb a cisztatin C e tekintetben a kreatininnál és az azon alapuló GFR-képleteknél. A cisztatin C összefüggése a hosszútávú kimenetekkel erősebb, mint a GFR-rel összefügg, feltehetően a cisztatin C a vesefunkciótól függetlenül is kapcsolódik a mortalitáshoz. Fenntartógén-tulajdonságai alapján a cisztatin C-t befolyásolhatja az alap anyagcsere.

### Feltételezett csökkentpórus-szindróma
Ha a glomerularis membrán pórusmérete csökken, a nagyobb molekulák, például a cisztatin C kevésbé szűrődik, azonban a kis molekulák, például a víz vagy a kreatinin változatlanok, így a csökkentpórus-szindrómára csökkent cisztatin C-eGFR jellemző a kreatinin-eGFR csökkenése nélkül. Erre nagy mortalitásnövekedés jellemző.

### Neurológiai betegségek
A cisztatin 3-gén mutációi következménye izlandi típusú öröklött cerebralis amiloid angiopátia, mely agyvérzésre, stroke-ra és dementiára való hajlamot okoz. A betegség domináns. A monomer cisztatin C di- és oligomerizálódik doméncserével, és a di- és oligomerek szerkezete ismert.
Mivel a cisztatin 3 köti a β-amiloidot, és csökkenti aggregációját, feltételezett cél az Alzheimer-kór ellen. Bár nem minden tanulmány erősítette ezt meg, a legtöbb bizonyíték a CST3-at az Alzheimer-kórra hajlamosító génnek nevezi. A cisztatin C-szint magasabb az Alzheimer-kóros betegekben.
A cisztatin C szerepe a sclerosis multiplexben és más demielinációs betegségekben vitatott.

### További szerepek
A cisztatin C-szint alacsonyabb atherosclerosisos és aorta aneurysmás betegekben. Genetikai tanulmányok és prognózisok szerint is szerepe lehet a cisztatin C-nek. Az érfalak bomását feltehetően a ciszteinproteázok és a mátrix-metalloproteinázok emelkedése és inhibitoraik csökkenése okozhatja.
Néhány tanulmány elemezte a cisztatin C vagy a CST3 gén szerepét az időskori makuladegenerációban. Ezenkívül vizsgálták bizonyos ráktípusokban szerepét markerként. Nem igazolt szerepe a preeklampsziában.

## Laboratóriumi mérések
A cisztatin C mérhető véletlenszerű szérummintában immunassay-k, például nefelometria vagy részecskeerősített turbidimetria útján. A Jaffe-reakcióval mérhető szérumkreatinin-tesztnél (2–15 cent) költségesebb (2–3 dollár).
A referenciaérték populációtól, nemtől és kortól függ. Különböző tanulmányok alapján az 5. és a 95. percentilis közti átlagos referenciaintervallum 0,52–0,98 mg/l. Nőknél ez 0,52–0,90, az átlag 0,71 mg/l, férfiaknál 0,56–0,98, illetve 0,77 mg/l. A normál érték 1 éves korig csökken, ekkor stagnál, majd nőni kezd, különösen 50 év felett. A kreatinin 14 éves korig nő, majd nemtől függően változik, így gyermekorvosoknak nehéz lehet értelmezni.
A National Health and Nutrition Examination Survey tanulmánya szerint az 1. és 99. percentilis közti referenciaintervallum 0,57–1,12 mg/l. Ez nőknél 0,55–1,18, férfiaknál 0,60–1,11 mg/l. A nem hispán feketék és a mexikói származású amerikaiak cisztatin C-szintje alacsonyabb. Más tanulmányok szerint a csökkent vesefunkciójú betegek közt a nők cisztatin C-szintje alacsonyabb, a feketéké magasabb azonos GFR mellett. Például a cisztatin C határértékei 60 éves európai származású nő esetén 1,12, fekete férfi esetén 1,27 mg/l – 13%-kal több. Szérumkreatinin esetén az MDRD egyenlet alapján ezek 0,95, illetve 1,46 mg/dl – 54%-kal több.
1,09 mg/l (hypertensio, mikro-, makroalbuminuria vagy 3. szakasz feletti CKD nélküli, nem cukorbeteg 20–39 éveseknél mért 99. percentilis) határértékkel számolva a megnövekedett cisztatin C-szint prevalenciája 9,6% normál tömegű emberekben, ennél nagyobb a túlsúlyosak vagy elhízottak esetén. A 60, illetve 80 év feletti amerikaiak esetén 41%, illetve több mint 50% ez az érték.

## Molekuláris biológia
A cisztatin-szupercsalád több cisztatinszerű szekvenciát tartalmazó fehérjét tartalmaz. Egyes tagjai aktív ciszteinproteáz-gátlók, mások elvesztették vagy sose szerezték meg ezt a gátló képességet. Három gátló családja van, ezek az 1-es (stefinek), a 2-es típusú cisztatinok és a kininogének. A 2-es típusú cisztatinok számos humán testnedvben és szekrétumban található ciszteinproteáz-gátlók, ahol védő funkciójuk lehet. A 20. kromoszóma p karján lévő cisztatinlokusz tartalmazza a legtöbb 2-es típusú cisztatin génjét és pszeudogénjét.
A CST3 gén a cisztatinlokuszban van, 3 exont tartalmaz, és összesen 4300 bázispár hosszú. A sejten kívüli leggyakoribb ciszteinproteáz-gátló. Nagy mennyiségben van jelen a testnedvekben, és a test sok szerve expresszálja. A legtöbb az ondóban található, ezt követi az anyatej, a könny és a nyál. A hidrofób kezdőszekvencia normál szekréciót jelez. Promoterének három, két gyakori változatot kódoló polimorfizmusa ismert. Több egypontos nukleotid-polimorfizmusa összefügg az eltérő cisztatin C-szintekkel.
A cisztatin C nem glikozilált bázikus (izoelektromos pontja 9,3) fehérje. Szerkezete egy nagy antipárhuzamos, ötszálú β-redő mentén található rövid és hosszú α-hélixből áll. Más 2-es típusú cisztatinokhoz hasonlóan 2 diszulfidkötése van. A molekulák mintegy 50%-a hidroxiprolint tartalmaz. A cisztatin C dimereket alkot aldoméncserével – ezen állapotban mindkét fél az egyikük hosszú α-hélixéből és egyik β-szálából, valamint másikuk 4 β-szálából áll.

## Története
A cisztatin C-t 1961-ben írták le gamma-nyom néven más nyomfehérjékkel, például az agy-gerincvelői folyadékban és veseelégtelenséggel élő emberek vizeletében talált béta-nyommal együtt. Grubb és Löfberg írták le először aminosav-szekvenciáját. Magasabb  szintjét figyelték meg előrehaladott veseelégtelenségben. Először 1985-ben javasolták GFR-mérésre Grubb és társai.
A szérumkreatinint és a cisztatin C-t hatékonynak találták a GFR pontos mérésére a 2012. július 5-i New England Journal of Medicine-ben megjelent tanulmányban.

## Fordítás
Ez a szócikk részben vagy egészben  a   Cystatin C című angol Wikipédia-szócikk ezen változatának fordításán alapul.  Az eredeti cikk szerkesztőit annak laptörténete sorolja fel. Ez a jelzés csupán a megfogalmazás eredetét és a szerzői jogokat jelzi, nem szolgál a cikkben szereplő információk forrásmegjelöléseként.